# Bruchidius
Genre
Bruchidius est un genre d'insectes coléoptères de la famille des Chrysomelidae, de la sous-famille des Bruchinae. Selon Udayagiri & Wadhi (1989), le genre comprend 253 espèces distinctes. Cependant, comme le souligne Clarence Dan Johnson (1931-2005) en 1989 pour le genre Acanthoscelides, ce chiffre est très certainement en dessous de la réalité.
Le genre Bruchidius est bien représenté dans l’Ancien Monde, et l’on trouve des espèces du genre en Afrique, en Asie (y compris au Japon), en Australie et en Europe (Borowiec, 1987). Il est absent du Nouveau Monde à l’exception de quelques espèces introduites accidentellement, ou délibérément par l’homme (à des fins de lutte biologique).

## Taxinomie- Systématique
- Espèce type : Bruchidius quinqueguttatus (Olivier, 1795).

Au niveau morphologique, il est difficile de donner une diagnose unique pour toutes les espèces du genre, car il regroupe un nombre important d’espèces morphologiquement hétérogènes (Borowiec 1987; Kergoat & Silvain 2004). Les combinaisons d’états de caractères qui définissent le genre sont peu discriminantes et elles correspondent souvent à des symplésiomorphies  ou à des caractères continus peu explicites (taille des antennes ou du lobe médian par exemple). Aussi, pour de nombreux auteurs, les genres Acanthoscelides et Bruchidius sont paraphylétiques (Johnson, 1981; Borowiec, 1987). Cette hypothèse a été confirmée récemment par des analyses moléculaires, pour les genres Bruchidius (Kergoat & Silvain 2004; Kergoat et al. 2005a,b) et Acanthoscelides (Kergoat et al. 2005a).

## Biologie
Les espèces du genre Bruchidius présentent un fort niveau de spécialisation alimentaire. Comme toutes les espèces de Bruchinae elle se développent dans des graines (spécialisation trophique). Elles sont généralement monophages ou oligophages, et plus de 95 % des espèces (dont les plante-hôtes sont connues) sont associées à des plantes de la famille des Fabaceae (Kergoat 2004).

## Source
- Kergoat, G.J. 2004. Le genre Bruchidius (Coleoptera, Bruchidae) : un modèle pour l’étude des relations évolutives entre les insectes et les plantes. Thèse de Doctorat de l’Université Paris VI. 192 pp.